# Scolelepis foliosus
Scolelepis foliosus är en ringmaskart som först beskrevs av Jean Victor Audouin och Milne Edwards 1833.  Scolelepis foliosus ingår i släktet Scolelepis och familjen Spionidae. Inga underarter finns listade i Catalogue of Life.